# Ophioplinthus divisa
Ophioplinthus divisa is een slangster uit de familie Ophiuridae. De wetenschappelijke naam van de soort werd in 1899 gepubliceerd door Christian Frederik Lütken & Theodor Mortensen.